# William McMahon
Sir William "Billy" McMahon, GCMG, CH (23. februar 1908 - 31. marts 1988) var en australsk, liberal politiker og den tyvende premierminister i Australien. Han var den længst siddende minister i Australiens historie (21 år og 6 måneder) og holdt også i længst tid posten som premierminister uden at føre sit parti til sejr ved et valg.